# Карпёнка
Карпёнка — село в Краснокутском районе Саратовской области, в составе сельского поселения Лебедёвское муниципальное образование.
Село расположено в северо-восточной части района, на правом берегу реки Еруслан.
На въезде в село расположен поклонный крест, его установили и освятили в октябре 2019 года. В том же месяце состоялось и освящение креста, установленного на месте, где в будущем будет стоять храм в честь Успения Пресвятой Богородицы.
В селе имеется школа. На здании школы установлена плита с изображением Симоненко А. Ф.
21 сентября 2010 года, в Краснокутском районе был произведен запуск инвестиционного проекта компании «Восток Энерджи ЛТД» — установки комплексной подготовки газа (УКПГ) «Карпенская». В торжественной церемонии открытия завода приняли участие почетные гости — принц Майкл Кентский и чрезвычайный и полномочный посол Соединенного Королевства Великобритании и Северной Ирландии в РФ Энн Прингл, губернатор Павел Ипатов, представители федеральных министерств и ведомств.
В самом центре села, на улице Центральной, расположилось большое двухэтажное здание. В нём находится сельский дом культуры, который был отремонтирован в 2021 году. В нём проводятся концерты, дискотеки, собрания и все массовые мероприятия села.
На втором этаже здания находится библиотека. В декабре 2021 года она была отремонтирована на средства местных сельхозпредприятий. По итогу работы 2021 года библиотека выиграла грант в областном конкурсе в номинации «Лучшее муниципальное учреждение, находящееся на территории сельского поселения» и получила денежное поощрение. На эти средства была приобретена современная мебель для детского фонда, музейные витрины и стол. В библиотеке организуются книжные выставки, мероприятия для детей и взрослых, участвует во многих конкурсах и акции, тематические посиделки, сценки и кукольный театр.
В 2010 году библиотекарь организовала комнату «Боевой славы» при библиотеке. В ней хранится краеведческий материал. В комнате на стенах расположены несколько больших стендов с информацией о ветеранах ВОВ, узниках и др. О тружениках тыла, афганцах, об уроженце села, ликвидаторе последствий на Чернобыльской АЭС, собран материал в альбомах и на стендах.
На том же этаже располагается кабинет сельской администрации. Справа от здания находится детская площадка.
В селе есть коллектив социальных работников, которые помимо своей основной работы, вместе с работниками культуры, участвуют в облагораживании центра села и содержат в чистоте и порядке памятник «Погибшим односельчанам» и прилегающую территорию.
Памятник в центре села был открыт в 1972 году на средства колхоза «Ленинский путь». Справа от памятника находилась мемориальная плита, на которой были высечены 52 фамилии жителей села, которые погибли при установлении советской власти и 120 фамилий сельчан, погибших на поле боя в годы Великой Отечественной Войны. В 2015 году памятник был отреставрирован: заменили ограждение и плиты, уложили асфальт, добавили фамилии ветеранов ВОВ, а на самом памятнике установили плиту с изображением Героя Советского Союза А. Ф. Симоненко.
В апреле 2015 года губернатор Саратовской области Радаев Валерий Васильевич посетил школу села, которой присвоил имя Героя Советского Союза Александра Федоровича Симоненко, уроженца этого села. Глава региона возложил цветы к памятнику жителям села, погибшим в Великой Отечественной войне, пообщался с местными жителями, в том числе с ветеранами и тружениками тыла, на встрече в сельском Доме Культуры. Губернатор принял участие в торжественном открытии появившихся в селе и расположенных в одном здании пожарного поста и участкового пункта полиции.
В 2021 году в рамках региональной программы по поддержке местных инициатив, в центре села Карпенка был реализован проект по установке ограждения парковой зоны.
В декабре 2022 года в рамках реализации нацпроекта «Здравоохранение» по программе модернизации первичного звена здравоохранения, на улице Школьной был установлен Фельдшерско-Акушерский Пункт — ФАП.
В центре селе также есть почта и несколько продуктовых магазинов.
В селе находятся шесть сельскохозяйственных предприятий. Есть небольшой сельский пруд и несколько частных прудов. Близ села протекает река Еруслан, в которой водится множество рыбы.
В селе с 2012 года по 2014 год располагался «дрофятник». Это была огороженная территория, на которой находилось жилое здание и несколько построек для содержания и ухода за птицами. На этой территории выращивали дрофу (занесена в Красную книгу России).

## История
Участок XIII был намежеван в 1838 году под наблюдением начальника межевания Саратовской губернии подполковника Тетеревятникова землемерами Песковым и Трубниковым для водворения 625 мужских душ. Было отмерено удобной (то есть пахотной) земли 9379 десятин и неудобной (под пастбища и покос) 3467 десятин из расчета 15 десятин на мужскую душу (1 десятина = 1,09 Га). В 1840 году этот участок был заселен деревней Верхним Ерусланом (Елизаветинка тоже или хутор Карпенков): из выходцевслободы Хухры Ахтырского уезда, Харьковской губернии 21 муж. душа, слободы Медвенки Обоянского уезда, Курской губернии 450 муж. душ (ныне Медвенка — это посёлок городского типа, административный центр Медвенского района, Курской области) и 4 души из Новооскольского уезда той же Курской губернии. За вычетом переселившихся в другие сёла в 1850 году по Верхнему Еруслану числились 471 душа мужского пола и 433 души — женского. В 1858 году Верхний Еруслан (Карпенки) был уже довольно крупным селом. Здесь проживало 1054 жителя, имелась церковь. Село относилось к Новоузенскому уезду Самарской губернии.
Согласно Списку населённых мест Самарской губернии 1910 года Карпенки являлись волостным селом, здесь проживало 1529 мужчин и 1485 женщин, село населяли бывшие государственные крестьяне, преимущественно малороссы и русские, православные, в селе имелись церковь, земская и церковно-приходская школы, 8 ветряных мельниц, волостное правление, урядник.
В период существования Республики немцев Поволжья село относилось к Краснокутскому кантону.

28 августа 1941 года был издан Указ Президиума ВС СССР о переселении немцев, проживающих в районах Поволжья. После ликвидации АССР немцев Поволжья село, как и другие населённые пункты Краснокутского кантона было передано Саратовской области, включено в состав Краснокутского района.
В селе был колхоз «Ленинский путь», а до укрупнения колхозов было два.

## Происхождение названия
Власть дала официальное название селению Елизаветинка (Елисаветинка), но по неизвестным причинам это название не прижилось. Очень долго использовалось название Верхний Еруслан в противовес Нижнему Еруслану (Логиновка). Но это название тоже не было уникальным, ведь ещё несколько других селений носили название Верхний Еруслан в
разное время.
С конца XIX века стало чаще всего использоваться название Карпёнка (Карпёнки, Карпенко), основанное на историческом названии «Карпенков хутор».
Карпенков хутор на месте будущего Верхнего Еруслана основали солевозцы слободы Покровской братья Осыко Матвей Карпович (1801), Степан Карпович (1802) и Иван Карпович (1804). По малороссийской традиции, сыновья в прозвании получают суффикс -ёнок: Павел-Павлёнок, Влас-Власёнок и, соответственно, Карп-Карпёнок. Поскольку братьев было несколько, хутор называли Карпёнков или Карпёнки. Кроме них, на хуторе жили семьи Ивана Никитича Шутенко, Никиты Корнеевича Пасиченко и Павла Власовича Петровского.

## Население
Динамика численности населения по годам:
| 1850 | 1889 | 1897 | 1910 | 1926 | 1987 |
| ---- | ---- | ---- | ---- | ---- | ---- |
| 904  | 1744 | 2052 | 3014 | 2237 | ≈740 |

| 2002 | 2010 |
| ---- | ---- |
| 690  | ↘641 |

## Известные личности, уроженцы села
- Александр Фёдорович Симоненко — Герой Советского Союза, представлен к этому званию за действия в составе танкового десанта по тылам противника. Родился в Карпёнке в 1912 году.
- Шмадченко Екатерина Федоровна — удостоена звания Героя Социалистического Труда с вручением ордена Ленина и золотой медали «Серп и Молот». Советский хозяйственный, государственный и политический деятель. Родилась в Карпёнке в 1928 году.
- Гречкин Алексей Александрович — советский военачальник, генерал-лейтенант. Родился в Карпёнке в 1893 году.
- Иван Федорович Кучмин — советский партийный деятель, железнодорожник, военный политработник. Родился в 1891 году в Карпёнке.Расстрелян в 1938 году, реабилитирован посмертно.
- Мищенко Николай Михайлович — советский военный деятель, генерал-майор. Родился 24 июня 1899 года в селе Карпёнка. В январе 1918 года Николай Михайлович вступил красногвардейцем в состав Карпенской красногвардейской дружины, а 1 мая того же года в Красном Куте призван в ряды РККА и направлен красноармейцем в 224-й Краснокутский стрелковый полк в составе 25-й стрелковой дивизии, после чего принимал участие в боевых действиях на Восточном фронте в районе Уральска и станицы Илекской, в ходе которых был ранен. Имел множество наград.

Из села ушли и не вернулись с фронта десятки человек. Среди них Г. Я. Еловенко (погиб в концлагере Ламсдорф (нем. Internierungslager Lamsdorf), В. П. Годяцкий (пропал без вести в сентябре 1941 года), С. М. Осыко, И. И. Лащенко, Ф. В. Глущенко.

## Интересные факты
В селе многие жители имеют клички, которые передались им от старшего поколения, передаются они и детям, из поколения в поколение и так уже много десятков лет. Многие не обижаются на это, некоторые говорят, что так удобнее узнавать друг друга, сразу понятно о ком идёт речь, бывали случаи когда прожив много лет в селе люди знают кличку человека, а имя с отчеством нет.
Интересна и разговорная речь пожилых людей Карпёнки, которые разговаривают, как и предки с элементами украинского говора.
По названию села названо Карпёнское нефтегазоконденсатное месторождение. Известное ещё с советских времён месторождение, расположенное в пластах глубиной свыше 5 км, находилось на консервации. В начале 1990-х интерес к месторождению проявила французская нефтяная компания (фр. ELF Aquitaine), однако ввиду разногласий с властями Саратовской области право на освоение месторождения было выставлено на конкурс. В настоящее время освоение месторождения ведётся фирмами «Диалл Альянс» и Volga Gas. Закончено строительство установки комплексной подготовки газа. Прогнозные ресурсы месторождения составляют 10,5 млн т нефти — геологические ресурсы и 3,8 млн т нефти — извлекаемые, а также 14 млрд м³ попутного газа.